# FAM32A
FAM32A‏ (Family with sequence similarity 32 member A) هوَ بروتين يُشَفر بواسطة جين FAM32A في الإنسان.